# Ceratispa palmivora
Ceratispa palmivora es un coleóptero de la familia Chrysomelidae.
Fue descrita científicamente en 1960 por Gressitt.